# Papa told me
『Papa told me』（パパ トールド ミー）は、1987年からヤングユー（2005年10月、11月号を最後に休刊）にて不定期連載されていた榛野なな恵の漫画。テレビドラマ化、ドラマCD化もされている。コーラスと別冊コーラスでの不定期掲載を経て、2019年現在、Cocohanaにて不定期に掲載中。

## 概要
大人びた思考を持つ小学生の女の子的場知世と、その父親である作家の的場信吉。この2人の父子家庭が、自由で創造的な家庭を目指す日々の光景を描いた基本的に1話完結スタイルの物語である。
主人公の的場知世から見た日常と世の中に対しての独特の視線と鋭い指摘が、多くの読者に人気を博した。この作品の書評が光村図書から出版されている国語教科書の書籍紹介に掲載された。
また、的場一家以外の人々の生活にもスポットを当て、都会で生きる人の心を繊細に描いており、この点も読者の共感を呼んでいる。
第35回（平成元年度）小学館漫画賞少女向け部門受賞。

## 登場人物
的場知世（まとば ちせ）
本作の主人公の小学生。聡明で、自分の意見をはっきり言う、正義感の強い少女。自分が大人にならなければ父親から引き離され、祖父母の元へ引き取られてしまうかもしれないと危惧しており、実年齢よりかなり精神年齢が高い。信吉いわく「精神年齢不詳の子供」（『Episode.11 スターダスト リボン』参照）。父親以外の異性はあまり好きではなく、しばしば父が理想の男性と公言するところから、ややファーザー・コンプレックス気味だと思われる。ただし異性を怖がるようなところはなく、人見知りも一切しない性格。髪型は基本的に尻まで達するロングヘアだが、ロングヘアを活かし、三つ編みなど髪型を変えるときもある。大手の事務所のスカウトを受けたりと、作中ではかなりの美少女とされているが、それを自ら誇示するようなことはない。作家である父の影響を強く受けているようで、自身もいたって読書好き。何度もコンクールで入賞するほどに作文等も得意である。学校では新聞部に所属している。読書以上に衣類に関しては並々ならぬ興味を示しており、小学生にして父親のワードローブさえも管理している。自分自身のファッションにもかなりのこだわりがある。父親の職業柄外食が多かったせいか舌も肥えているらしく、かつ二人暮らしの当初の食生活のおかげで（いまは家事全般大得意な信吉であるが、当初はやはり相当に苦労したようだ）、好き嫌いなくよく食べる（ときにお腹がすきすぎて、電池が切れたようにぱったりと倒れこむこともある）。信吉の食事作りをよく手伝っているが、いまだに火を使うことはさせてもらえないらしい。嫌いなものは虫全般。私立の小学校へ地下鉄を二本乗り継いで通っている。
的場信吉（まとば しんきち）
知世の父親。職業は作家（だが、具体的にどんなジャンルの作品を書いているのか作中では不明。編集者との会話などからエッセイやコラム、書評が多い模様）。サイン会やインタビューもよく行われている。元毎朝新聞記者。主として学芸部に所属しており、画家などに関する知識が豊富。絵を見ただけでその画家の名前と経歴などを暗唱出来る（『Episode.91 ビーズ クラウン』参照）。長身（180cm）美形で足が長くキザなこともサラリといえるのでかなりモテるようだが、度重なる親戚の見合いのあっせんにも負けず、亡くなった妻・千草を想い、中古のマンションでの娘との二人暮らしを続けている。千草との結婚は、千草が信吉より年上で人妻だったため、周囲、特に両親には大反対されたらしい。射手座。昔はチェーンスモーカーだったが、現在は禁煙に（一時間で）成功し、一切吸わない。
的場千草（まとば ちぐさ）
知世の母。旧姓は「山室（やまむろ）」。父親は芸術大学の教授で、元夫の香原の恩師だった。子供の頃から病弱で、知世が幼児の頃に他界。信吉と出会う前に、すでにかなり年の離れた画家・香原と結婚していたが、香原のアトリエの庭で、当時まだ編集者のかけだしだった信吉と運命の出会いを果たす。出会った当時、千草の方が信吉より少し年上だった。知世は母親である千草との思い出がほとんどない。そのため、作中ではしばしば妖精のようなイメージで登場する。知世を妊娠中に、お腹の中の子は女の子だとわかるのだと信吉に話していた。
的場百合子（まとば ゆりこ）
信吉の妹。バスソープや香水などを扱っている大手有名化粧品会社に勤め、その会社の女子社員のドレスコードを変えた（彼女の入社時、「女子社員はスカートでなくてはならない」という暗黙のルールがあったらしい）勇者である（ただし本人はそのことについて恥ずかしく思っているようだ）。キャリアウーマンとして働くことを両親、特に母親に理解されないことに少し悩んでいる。最近マンションを購入し、住宅ローンを抱え込んでいる。子供の頃から出来の良い兄、信吉に対して少々のコンプレックスはあったが、百合子の仕事や立場の一番の理解者は信吉であり、百合子も周囲から反対された信吉と千草の結婚に賛成し、応援した。仕事に対してはかなりのやり手でありながら、ことに恋愛に関してはまるで夢見る乙女のような一面を持つ、知世にとって気が合う親友。
的場強（まとば つよし）
知世のはとこ（信吉の父方の従兄弟・的場勇の息子）。中性的な見た目で、知世ともよく似ている。芯は強いが、心優しくデリケートで、内向的な性格。体育会系の縦社会重視の父の方針に振り回され、それに追随する母に、大切にしていた熊のぬいぐるみを捨てられるなど、家庭では悩める日々を送っている。だが、知世を理解者として得たことで、徐々に自己主張が出来るようになっていく。有名大学の付属小学校へ通っており、制服は詰襟で短パン。将（まさし）という兄がいる。
的場信次（まとば しんじ）
信吉の弟、百合子の兄。実家がある地元で大学教授をしている。妻のさと子と一緒に両親と同居している。
的場さと子（まとば さとこ）
信次の妻。旧姓は「宮川」。信吉に憧れていたが、片思いを諦め信次と結婚する。結婚が早かったのに子供がなかなか出来ないことを気にしている。そのせいもあり、嫁姑間も良好とは言えない雰囲気。
小川さん（おがわさん）
知世いわく「スーパー家政婦さん」であり、つねにボランティア活動等にも精をだしている、活動的な女性。元教師で、すでに夫は他界。既婚の息子がいるが、自分の性格では嫁とうまくいくわけがないと同居を拒んでいる。
元区長さん
現役を引退した元区長。穏やかで知的な好々爺。名字は唐沢だが、下の名前は確認されていない。主として知世に「元区長さん」と呼ばれ、作中でも基本的にそれで通っている。息子がいるが、奥さんがどうなったのかは記述がない。小川さんにアタックしたり、一人暮らしであることを考えると亡くなったと思われる。現在はペットのアンドリュー（犬♂スコティッシュ・テリア系）と悠々自適な一人暮らし。個人所有の土地を公園にする約束で区に寄贈し、その中にあるバラ園のみ所有・管理している。現バラ園の場所に屋敷を構えていたが、今はペット可の高層マンション暮らし。ユニークで明るく、甘いものが大好き。初登場で小川さんにアピールするなどまだまだ若い一面も見せる。
辻野幸子（つじの さちこ）
知世の小学校での友人。クラスは違うが同じ駅から通っているため仲良くなった。学校には制服が無いが（5年前に廃止）、母親の希望で制服風のセーラー服で通っている。おかっぱ頭の真面目で控えめな女の子。父親はビルなどを所有する社長。どこかへ出かける時は運転手付きのロールスロイスで送り迎えされている。大人びた風貌の高校生の姉がいる。
浅野ゆう子（あさの ゆうこ）
知世の小学校でのクラスメート。旧姓は「大森」。父親と母親が離婚して、母親側に引き取られた為、現在の氏になる。
北原ひとみ（きたはら -）
文芸誌『ブックエンド』の編集者。的場信吉の担当で、的場信吉に対して淡い恋心を抱いている。登場当時は、自分の身なりにさほど気を使わない女性編集者であったが、話が進むにつれ、家庭的かつ知的でセンスのよい美人へと変わってきている。知世にとっては、優しくセンスのいい会話をすることが出来る貴重な相手。
乾鷹彦（いぬい たかひこ）
父親（乾鷹一郎）が政治家のナイーブな少年。仮面家族と化している家に嫌気がさしていて、その精神的苦痛から、小学生にして胃潰瘍で入院。美形で背が高く中等部の女子生徒にもモテるが、知世のことが気になっていて、バレンタインのチョコをもらえないかと密かに期待してしまうかわいい一面も最近は見えてきている。知世に頼まれたら断れなくなっていて、新聞部に所属している知世に（正確には新聞部部長に）しばしば利用されている。年の離れた姉が三人おり、一番上の姉は結婚して海外にいる。
アリスカフェの双子の姉妹
謎の多い美人双子姉妹。姉が奏子（かなこ）で妹が詩子（うたこ）という。双子であることがうっとうしいといつも口げんかしているようだが、その割に、おそろいの服を着ておそろいの髪形にして、双子であることを楽しんでいるような節もある。奏子の方がしっかりしていて、詩子の方はやや大ざっぱな性格である。詩子だけピアスをしている。アリスカフェは雑貨屋兼喫茶店で、知世行きつけのお店。
本郷雄一郎（ほんごう ゆういちろう）
16歳。家出して行き倒れているところを詩子に拾われ、アリスカフェで働くようになる。アリスカフェでは主にケーキ作りと雑用を担当。
まさおちゃん
心優しきパンク青年。20歳。自身がメインボーカルを務めるバンドの「まさおちゃんバンド」は現在活動を停止しており、もっぱらアルバイトに精を出す日々（主に荷物運び）。ベビーピンクに染めた髪を腰まで伸ばしているが、「化粧栄えのするハンサム」（知世談）なので、見苦しくはないらしい。シンプルな服装を好むが、それはあまり服を持っていないからという理由もあるようだ。家族は父、母、優等生の弟（あきお）の四人。最近実家を出て、独り暮らしを始めている。
苅部月子（かりべ つきこ）
知世と同じマンションに住んでいる美女。銀座の「カメリア」というクラブでナンバー1ホステスだったが、辞めてアリスカフェの近所に花屋を開業する。
宇佐美淳（うさみ じゅん）
小説家。長髪（知世曰く「ラーメン頭」）、モデルのような外見で女性にもて、本人も女性好き。周囲には常に複数の美女の影があり、作品自体より私生活によって有名になっている。だが決して女たらしというわけではなく、女性を喜ばせることに喜びを感じている。そのため、女性に依存するようなことは決してない。少年時代に父親の女性問題が原因で母が刃傷事件を起こしたという体験から、女性を深く愛することが出来なくなっていることも影響しているようだ。作品の内容は軽薄で中身のないものが多く、周りにもっと本気で書いてみてはと勧められるも、本人はそれで満足している。北原ひとみに猛烈アピール中だが、今のところ全く相手にされていない。信吉のことは作家として憧れや敬意を持っているらしい。知世からは最初は「宇佐美氏」と呼ばれていたが、親しくなるにつれ「うさみん」という愛称で呼ばれるようになる。
香原（こうはら）
画家。千草の元夫。頑固でわがまま、亭主関白なところがあり、家庭生活には不向きだが孤独を抱えているところもある。千草のことは彼なりに心から愛していて、千草が若くして亡くなり、離婚を渋ったことに対して、結果的に彼女と信吉の結婚生活の期間を奪ってしまったと、自責の念に駆られている。千草と別れたあと、二度結婚したが二度とも離婚し、現在は身内もない状態。それ故に千草の忘れ形見である知世に複雑な愛情や親近を抱き、所有するアトリエと、それに付随する千草が愛した庭を知世に遺産として譲りたいと考えている。

## 漫画
- Papa told me （1987年6月号 - ） YOUNG YOU不定期連載（一時期は毎月連載）。2004年8月現在、単行本は27巻。YY（ヤングユー）コミックス。（B6）サイズとして発売。

- Papa told me ～街を歩けば～ （クイーンズコミックス） 2008/4/18発売。YOUNG YOUやコーラス、別冊コーラスに掲載された作品をまとめたもの。クイーンズコミックスとして発売された単行本はサイズが新書版になり、小さくなる。
- Papa told me ～私の好きな惑星～ （クイーンズコミックス） 2009/4/17発売。
- Papa told me ～カフェで道草～ （クイーンズコミックス） 2010/6/18発売。
- Papa told me ～窓に灯りのともる頃～ （クイーンズコミックス） 2011/6/17発売。
- Papa told me Cocohana ver.1 〜丘は花でいっぱい〜 （マーガレットコミックス） 2012/8/24発売。Cocohana掲載作品。マーガレットコミックスとして発売された単行本も新書版サイズとして発売。
- Papa told me Cocohana ver.2 〜雲のテラスで〜 （マーガレットコミックス） 2013/7/25発売。
- Papa told me Cocohana ver.3 〜薔薇色の休日〜 （マーガレットコミックス） 2014/9/25発売。
- Papa told me Cocohana ver.4 〜小さな愛の歌〜 （マーガレットコミックス） 2016/4/25発売。
- Papa told me Cocohana ver.5 〜いつも旅行中〜 （マーガレットコミックス） 2017/2/34発売。
- Papa told me Cocohana ver.6 〜星へ続く階段〜 （マーガレットコミックス） 2018/2/23発売。
- Papa told me Cocohana ver.7 〜王女様の中庭〜 （マーガレットコミックス） 2019/4/25発売。

特別版
- Papa told me 完全版 全3巻 2001/12～2002/4発売。「完全版」と銘打っているが、1巻当たり15～17話程度を収録したセレクション版である。カラーページがグレースケールに変換されることなく、総天然色のまま掲載されている。
- Papa told me―シーズンセレクション（春・夏・秋・冬） （YOUNG YOU特別企画文庫） 1996/11発売。

## テレビドラマ
『パパ トールド★ミー 大切な君へ』 （2003年4月12日 - 2003年6月28日）。 NHK教育テレビジョン「ドラマ愛の詩」内にて放送された。全12回。NHK大阪放送局制作。
原作とは多くの相違点がある。大阪局制作のためか主要登場人物が関西弁で喋るようになっていたり、原作ではハイソな雰囲気が漂う的場一家も、ドラマではごく一般的な中流家庭になっていたりする。エピソードの改変も多い。

### スタッフ
- 脚本 - 旺季志ずか、山田珠美
- 音楽 - 土井宏紀
- ED - 「おかえりただいま」（歌：空気公団）

### キャスト
- 的場知世 - 豊田眞唯
- 的場信吉 - 風間トオル
- 的場百合子 - 華原朋美
- 的場隆枝 - 宮田圭子
- マジシャン - 三輪ひとみ
- デイビッド - サムエル・ポップ・エニング
- 門脇先生 - 楠見薫
- まさお - 山内圭哉
- 浜崎あゆみ - 柳生みゆ

## ドラマCD

### スタッフ
- 脚本 - 岡本蛍
- 音楽 - 上野洋子
- 録音演出 - 斯波重治

### キャスト
- 的場知世 - 押谷芽衣
- 的場信吉 - 三田村邦彦
- 的場百合子 - 榊原良子
- 千草 - 上野洋子

## 翻訳
ダルゴグループ傘下のフランスの出版社であるカナ (Kana)から仏語版の翻訳が出ている。